# Баскетболистка года конференции Pacific-12
Баскетболистка года конференции Pacific-12 (англ. Pacific-12 Conference Women's Basketball Player of the Year) — ежегодная баскетбольная награда, вручаемая по результатам голосования лучшей баскетболистке среди студенток конференции Pacific-12, входящей в первый дивизион NCAA. Голосование проводится среди главных тренеров команд, входящих в конференцию (в данный момент их двенадцать), причём свои голоса они подают по окончании регулярного чемпионата, но перед стартом плей-офф, то есть в начале марта, однако они не могут голосовать за своих собственных игроков. Награда была учреждена и впервые вручена Лори Ландерхольм из Орегонского университета в сезоне 1986/87 годов.
С 1976 по 1978 годы конференция называлась Pacific-8, по количеству команд, входивших в её состав. В 1978 году, после присоединения к ней двух новых команд, Аризонского университета и университета штата Аризона, она стала называться Pacific-10 (1978—2011). В 2011 году в её состав были включены ещё две команды, Колорадский университет в Боулдере и университет Юты, после чего её переименовали в Pacific-12.
Всего десять игроков, Дженнифер Эйзи, Вэл Уайтинг, Таня Костич, Кейт Старбёрд, Николь Пауэлл, Кэндис Уиггинс, Ннека Огвумике, Чини Огвумике, Сабрина Ионеску и Кэмерон Бринк, получали данную награду несколько раз, причём Уиггинс и Ионеску выигрывали её три раза. Кроме того Уиггинс становилась лауреатом этого трофея, будучи первокурсницей. Три раза обладателями этой премии становились сразу два игрока (1996, 2015 и 2016). Чаще других победителями в данной номинации становились баскетболистки Стэнфордского университета, которые лидируют с большим отрывом (21 раз), университета штата Орегон и Орегонского университета (по 5 раз).

## Легенда
|                 | Сообладатели награды |
| *               | Становились лауреатами Приза имени Джеймса Нейсмита (1983—), Приза имени Джона Вудена (2004—) или Приза имени Маргарет Уэйд (1978—) |
| Игрок (X)       | Количество титулов баскетболисток                                                                                                   |
| Университет (X) | Количество титулов университетов |

## Победители
| Сезон   | Игрок | Фото | Университет | Позиция | Год обучения | Примечания |
| ------- | --- | --- | --- | --- | --- | --- |
| 1986/87 | Лори Ландерхольм | | Орегонский университет | Защитник | Четвёртый | [ 1 ] |
| 1987/88 | Шери Нельсон | | Университет Южной Калифорнии | Форвард / Центровая | Третий | [ 2 ] |
| 1988/89 | Дженнифер Эйзи | | Стэнфордский университет | Защитник | Третий | [ 3 ] |
| 1989/90 | Дженнифер Эйзи* (2) | | Стэнфордский университет (2) | Защитник | Четвёртый | [ 4 ] |
| 1990/91 | Соня Хеннинг | | Стэнфордский университет (3) | Защитник | Четвёртый | [ 5 ] |
| 1991/92 | Вэл Уайтинг | | Стэнфордский университет (4) | Центровая / Форвард | Третий | [ 6 ] |
| 1992/93 | Вэл Уайтинг (2) | | Стэнфордский университет (5) | Центровая / Форвард | Четвёртый | [ 7 ] |
| 1993/94 | Натали Уильямс | | Калифорнийский университет в Лос-Анджелесе                                                                                              | Форвард / Центровая | Четвёртый | [ 8 ] |
| 1994/95 | Таня Костич | | Университет штата Орегон | Форвард | Третий | [ 9 ] |
| 1995/96 | Таня Костич (2) | | Университет штата Орегон (2) | Форвард | Четвёртый | [ 10 ] |
| 1995/96 | Кейт Старбёрд | | Стэнфордский университет (6) | Защитник | Третий | [ 11 ] |
| 1996/97 | Кейт Старбёрд* (2) | | Стэнфордский университет (7) | Защитник | Четвёртый | [ 12 ] |
| 1997/98 | Адиа Барнс | | Аризонский университет | Форвард | Четвёртый | [ 13 ] |
| 1998/99 | Мейлана Мартин | | Калифорнийский университет в Лос-Анджелесе (2)                                                                                          | Форвард | Третий | [ 14 ] |
| 1999/00 | Шаквала Уильямс | | Орегонский университет (2) | Защитник | Второй | [ 15 ] |
| 2000/01 | Фелиция Рэгланд | | Университет штата Орегон (3) | Защитник | Третий | [ 16 ] |
| 2001/02 | Николь Пауэлл | | Стэнфордский университет (8) | Форвард | Второй | [ 17 ] |
| 2002/03 | Джулиана Мендиола | | Вашингтонский университет | Защитник | Третий | [ 18 ] |
| 2003/04 | Николь Пауэлл (2) | | Стэнфордский университет (9) | Форвард | Четвёртый | [ 19 ] |
| 2004/05 | Кэндис Уиггинс | | Стэнфордский университет (10) | Защитник | Первый | [ 20 ] |
| 2005/06 | Кэндис Уиггинс (2) | | Стэнфордский университет (11) | Защитник | Второй | [ 21 ] |
| 2006/07 | Деванеи Хэмптон | | Калифорнийский университет в Беркли | Форвард / Центровая | Второй | [ 22 ] |
| 2007/08 | Кэндис Уиггинс* (3) | | Стэнфордский университет (12) | Защитник | Четвёртый | [ 23 ] |
| 2008/09 | Джейн Аппель | | Стэнфордский университет (13) | Центровая | Третий | [ 24 ] |
| 2009/10 | Ннека Огвумике | | Стэнфордский университет (14) | Форвард | Второй | [ 25 ] |
| 2010/11 | Джанетт Полен | | Стэнфордский университет (15) | Защитник | Четвёртый | [ 26 ] |
| 2011/12 | Ннека Огвумике (2) | | Стэнфордский университет (16) | Форвард | Четвёртый | [ 27 ] |
| 2012/13 | Чини Огвумике | | Стэнфордский университет (17) | Форвард | Третий | [ 28 ] |
| 2013/14 | Чини Огвумике* (2) | | Стэнфордский университет (18) | Форвард | Четвёртый | [ 29 ] |
| 2014/15 | Решанда Грей | | Калифорнийский университет в Беркли (2)                                                                                                 | Форвард | Четвёртый | [ 30 ] |
| 2014/15 | Рут Хэмблин | | Университет штата Орегон (4) | Центровая | Третий | [ 31 ] |
| 2015/16 | Джиллиан Эллейн | | Орегонский университет (3) | Форвард | Четвёртый | [ 32 ] |
| 2015/16 | Джейми Вайснер | | Университет штата Орегон (5) | Защитник | Четвёртый | [ 33 ] |
| 2016/17 | Келси Плам* | | Вашингтонский университет | Защитник | Четвёртый | [ 34 ] [ 35 ] |
| 2017/18 | Сабрина Ионеску | | Орегонский университет (4) | Защитник | Второй | [ 36 ] [ 37 ] |
| 2018/19 | Сабрина Ионеску* (2) | | Орегонский университет (5) | Защитник | Третий | [ 38 ] [ 39 ] |
| 2019/20 | Сабрина Ионеску (3) | | Орегонский университет (5) | Защитник | Четвёртый | [ 40 ] [ 41 ] |
| 2020/21 | Эйри Макдональд | | Аризонский университет | Защитник | Четвёртый | [ 42 ] |
| 2021/22 | Кэмерон Бринк | | Стэнфордский университет (19) | Форвард | Второй | [ 43 ] |
| 2021/22 | Хейли Джонс | | Стэнфордский университет (20) | Защитник | Третий | [ 44 ] |
| 2022/23 | Алисса Пили | | Университет Юты | Форвард | Третий | [ 45 ] [ 46 ] |
| 2023/24 | Кэмерон Бринк (2) | | Стэнфордский университет (21) | Форвард | Четвёртый | [ 47 ] [ 48 ] |
| 2024/25 | В этом сезоне турнир в конференции Pac-12 не проводился, так как 2 августа 2024 года состав конференции покинули 10 из 12 её участников | В этом сезоне турнир в конференции Pac-12 не проводился, так как 2 августа 2024 года состав конференции покинули 10 из 12 её участников | В этом сезоне турнир в конференции Pac-12 не проводился, так как 2 августа 2024 года состав конференции покинули 10 из 12 её участников | В этом сезоне турнир в конференции Pac-12 не проводился, так как 2 августа 2024 года состав конференции покинули 10 из 12 её участников | В этом сезоне турнир в конференции Pac-12 не проводился, так как 2 августа 2024 года состав конференции покинули 10 из 12 её участников | В этом сезоне турнир в конференции Pac-12 не проводился, так как 2 августа 2024 года состав конференции покинули 10 из 12 её участников |